# Watanabe Yoshitaka
Yoshitaka Watanabe (sinh ngày 18 tháng 4 năm 1973) là một cầu thủ bóng đá người Nhật Bản.

## Sự nghiệp câu lạc bộ
Yoshitaka Watanabe đã từng chơi cho Vegalta Sendai.